# Condado de Ashley
O Condado de Ashley é um dos 75 condados do estado americano do Arkansas. Sua sede de condado é Hamburg, e sua maior cidade é Crosset. Sua população é de 24 209 habitantes. O nome do estado provém de Chester Ashley, que foi um representante no senado do estado de Arkansas.